# Charles Forsman
Charles Forsman est un bédéiste américain, né en 1982 en Pennsylvanie. Il est connu pour ses séries The End of the F***ing World et I Am Not Okay with This, toutes deux adaptées par Netflix en 2018 et 2020.

## Biographie
Né en Pennsylvanie en 1982, il a étudié au Center for Cartoon Studies , une école d'arts de bande dessinée créée en 2004. Il en sort en 2008 et publie rapidement Snake Oil , pour lequel il gagne le prix Ignatz. 
En 2011, il commence à publier The End of the Fucking World, adapté en série télévisée par Channel 4 au Royaume-Uni en 2017 puis distribué à l'international en 2018 par Netflix qui produira également en 2019 son roman graphique I am not OK with this.
Il vit maintenant à Hancock et s'occupe de la maison d'édition indépendante Oily Comics.

## Publications

### Albums de BD

#### Traductions françaises
- The End of the Fucking World, L'employé du Moi (2013)

- Celebrated Summer, Cambourakis (2014)
- en collaboration avec Max de Radigués, Hobo mom, L'Employé du Moi (2015)
- Pauvre Sydney ! - I Am Not okay With This, L'employé du Moi (2018)
- Slasher, L'employé du Moi (2019)

#### En anglais
- Snake Oil (2008)
- Celebrated Summer (2013)
- The End of the F***ing World, intégral (2013)
- I Am Not Okay With This (2017)